# Rob Sheridan
Rob Sheridan (11 ottobre 1979) è un direttore artistico, grafico, fotografo  e regista di videoclip statunitense.

## Biografia
Fin dalla fine degli anni '90 al 2014 collabora con il gruppo musicale Nine Inch Nails, non solo in qualità di direttore artistico, ma anche di fotografo e web designer. Ha anche lavorato con la band per la realizzazione delle copertine degli album, di alcuni videoclip e per gli effetti visivi durante i concerti. 
Nel 2010 ha confondato il gruppo musicale How to Destroy Angels.